# Любешинек (гміна Нова Карчма)
Любешинек (пол. Lubieszynek, нім. Kleinlippischau) — село в Польщі, у гміні Нова Карчма Косьцерського повіту Поморського воєводства.
Населення — 118 осіб (2011).
У 1975-1998 роках село належало до Гданського воєводства.

## Демографія
Демографічна структура станом на 31 березня 2011 року:
|          | Загалом | Допрацездатний вік | Працездатний вік | Постпрацездатний вік |
| -------- | ------- | ------------------ | ---------------- | -------------------- |
| Чоловіки | 67      | 21                 | 40               | 6                    |
| Жінки    | 51      | 8                  | 31               | 12                   |
| Разом    | 118     | 29                 | 71               | 18                   |